# Jaakko Korhonen

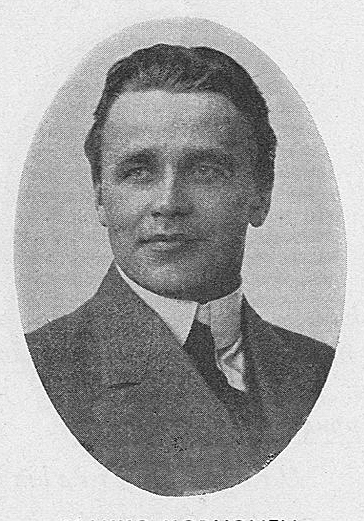
Jaakko Korhonen, bild från början av 1930-talet.

Jaakko Henrik Korhonen, född 30 maj 1890 i Kexholm, död 4 augusti 1935 i Helsingfors, var en finländsk skådespelare, regissör och manusförfattare.
Korhonen inledde sin skådespelarkarriär vid landsbygdsteaterns teaterskola i Viborg. 1910 anställdes han vid teatern och engagerades vid Finlands nationalteater 1916. Korhonen var gift med Heidi Blåfield, med vilken han hade två döttrar.

## Filmografi[2]

### som skådespelare
- Forsfararens brud, 1923
- Sockenskomakarna, 1923
- Timmerflottarens brud, 1931
- Meidän poikamme merellä, 1933
- Syntipukki, 1935

### som manusförfattare
- I Adams kläder och lite i Evas, 1931
- Rovastin häämatkat, 1931